# Caroline Lenferna de Laresle
Caroline-Françoise-Adélaïde Lenferna de Laresle, řeholním jménem Marie-Augustine (20. března 1824, Port Louis – 28. ledna 1900, Řím) byla mauricijská římskokatolická řeholnice a zakladatelka Sester lásky Naší Paní dobré a ustavičné pomoci.

## Život
Narodila se 20. března 1824 v Port Louis a po narození nebyla hned pokřtěna. V době jejího dospívání, žila na Mauriciu malá komunita římskokatolické církve. Existovalo zde pět farností a stejný počet kněží. Navštěvovala základní školu paní Farquarsonové v Port Louis. Při navštěvování školy požádala o křest a pokřtěna byla roku 1835 a další den získala svaté přijímání.
Poté inspirována otcem Xavierem Musuyem, blahoslaveným Jacquesen-Désiré Lavalem a biskupem Bernardem Collierem se rozhodla vstoupit do kláštera. Vzhledem k tomu že jí její otec nemohl z finančních důvodů poslat do Francie, vstoupila do noviciátu Panen z Loreta. Dne 1. května 1849 složila své řeholní sliby a přijala jméno Marie-Augustine.
Dne 14. června 1850 založila svou vlastní řeholní společnost s názvem Sestry lásky Naší Paní dobré a ustavičné pomoci. Roku 1855 měla kongregace 6 členek a o pět let později více než 60. Za 17 let založila 20 konventů, nemocnic, hospiců, škol a sesteren. Kongregace byla schválena papežem Lvem XIII. při její návštěvě Říma. Zemřela 28. ledna 1900 v Římě.
Roku 1939 byl v diecézi Řím započat její proces blahořečení. Tím jí náleží titul Služebnice Boží.